# Hamidullah Wakili
Pour les articles homonymes, voir Wakili.
 (février 2021).
Hamidullah Haji Abdullah Wakili (en dari : حمیدالله حاجي عبد الله وکیلی) est un footballeur international afghan né le 30 juin 1994. Il évolue au poste de gardien de but à De Maiwand Atalan.

## Biographie

### Carrière en club
Il commence sa carrière professionnelle à 20 ans sous les couleurs de Toofan Harirod lors du  championnat d'Afghanistan 2014. Pour sa première saison, il occupe le poste de troisième gardien et ne joue aucun match. Il ne fait pas partie de l'équipe pour l'édition 2015 mais revient en 2016 où il dispute les trois matchs de la phase de groupe, à l'issue de laquelle l'équipe est éliminée.
Il rejoint De Maiwand Atalan à partir de la saison 2017 où il joue les six matchs et s'incline en finale face à Shaheen Asmayee. Il dispute également tous les matchs de la saison 2018 lors de laquelle son équipe s'incline en demi-finale. Il dispute ensuite l'intégralité des rencontres des éditions 2019 et 2020.
Le championnat afghan ne se déroulant que sur un mois environ, tous les joueurs y participant évoluent au niveau amateur dans les championnats provinciaux le reste de l'année. Hamidullah Wakili a évolué avec Sorkh Poshan Hérat et l'Abu Muslim FC, clubs des provinces de Farah et d'Hérat.

### Carrière en équipe nationale
Il reçoit sa première sélection en équipe d'Afghanistan le 10 octobre 2017, lors des éliminatoires de la Coupe d'Asie 2019 contre la Jordanie (match nul 3-3). Il participe à deux autres rencontres de ces éliminatoires par la suite.

## Statistiques

### Sélections
| Liste des sélections d'Hamidullah Wakili | Liste des sélections d'Hamidullah Wakili | Liste des sélections d'Hamidullah Wakili | Liste des sélections d'Hamidullah Wakili | Liste des sélections d'Hamidullah Wakili | Liste des sélections d'Hamidullah Wakili                 | Liste des sélections d'Hamidullah Wakili | Liste des sélections d'Hamidullah Wakili |
| N°                                       | Date                                     | Lieu                                     | Adversaire                               | Résultat                                 | Compétition                                              | But                                      | Notes                                    |
| ---------------------------------------- | ---------------------------------------- | ---------------------------------------- | ---------------------------------------- | ---------------------------------------- | -------------------------------------------------------- | ---------------------------------------- | ---------------------------------------- |
| 1.                                       | 10 octobre 2017                          | Stade Pamir, Douchanbé, Tadjikistan      | Jordanie                                 | 3-3                                      | Troisième tour des éliminatoires de la Coupe d'Asie 2019 |                                          | Titulaire.                               |
| 2.                                       | 14 novembre 2017                         | Stade national Mỹ Đình, Hanoï, Viêt Nam  | Viêt Nam                                 | 0-0                                      | Troisième tour des éliminatoires de la Coupe d'Asie 2019 |                                          | Titulaire.                               |
| 3.                                       | 27 mars 2018                             | Stade Pamir, Douchanbé, Tadjikistan      | Cambodge                                 | 2-1                                      | Troisième tour des éliminatoires de la Coupe d'Asie 2019 |                                          | Titulaire.                               |

## Palmarès

### En club
- Championnat d'Afghanistan
  - Vice-champion : 2017